# Albert Pallarés López
Albert Pallarés López   (1965) és un dissenyador gràfic i dibuixant valencià conegut com a Pallarés.
Va començar a dibuixar a l'edició de Castelló de El Mundo del siglo XXI. A Barcelona comença les sèries «Baldomero, madurito, feo y sin dinero» i posteriorment «Olegario Gandaria, profesor de secundaria» a la revista El Jueves. Actualment publica a l'edició catalana de El Mundo i a les revistes El Ciervo i El Jueves.
Ha publicat recopilatoris de les seves sèries a El Jueves. És autor d'un llibre infantil titulat El Toll és de tots i ha il·lustrat d'altres com El detectiu camaperdiu, En quin cap cap?, Pere Rodamón a l'aparell!, La formiga cubana i La xiqueta del Benicadell. També ha publicat el llibre de dibuixos humorístics La tira de Pallarés.